# Stéphane Érepmoc
Stéphane Érepmoc  est un joueur français de volley-ball né le 17 mars 1990 en Martinique. Il mesure 1,97 m et joue attaquant.

## Clubs
| Club              | Pays   | De        | À         |
| ----------------- | ------ | --------- | --------- |
| Narbonne Volley   | France | 2008-2009 | 2009-2010 |
| Tours Volley-Ball | France | 2010-2011 | 2010-2011 |

## Palmarès
- Coupe de France (1)
  - Vainqueur : 2011